# Simatic S7-300
SIMATIC S7-300 — семейство контроллеров средней производительности концерна Siemens AG из семейства систем автоматизации SIMATIC S7. В линейке контроллеров этого семейства по своей производительности занимает промежуточное положение между семействами S7-200 и S7-400. Количество поддерживаемых входов и выходов до 65536 дискретных/4096 аналоговых каналов. Конструкция контроллера модульная, модули монтируются на профильной шине (рельсе).
SIMATIC S7-300 — универсальный модульный программируемый контроллер, для решения задач автоматического управления относительно низкой и средней степени сложности.
Основные особенности контроллера:
- модульная конструкция, монтаж модулей на профильной шине (рельсе);
- естественное охлаждение;
- применение локального и распределённого ввода -вывода;
- возможности коммуникаций по сетям MPI, Profibus Industrial Ethernet/PROFInet, AS-i, BACnet, MODBUS TCP;
- поддержка на уровне операционной системы функций, обеспечивающих работу в реальном времени;
- поддержка на уровне операционной системы аппаратных прерываний;
- поддержка на уровне операционной системы обработки аппаратных и программных ошибок;
- свободное наращивание возможностей при модернизации системы;
- возможность использования распределённых структур ввода-вывода и простое включение в различные типы промышленных сетей.

## Назначение
Области применения программируемых контроллеров S7-300 охватывают:
- автоматизацию машин специального назначения;
- автоматизацию текстильных и упаковочных машин;
- автоматизацию машиностроительного оборудования;
- автоматизацию оборудования для производства технических средств управления и электротехнической аппаратуры;
- построение САР и позиционирования;
- автоматизированные измерительные установки и другие.

## Состав семейства
S7-300 имеют модульную конструкцию и позволяют использовать в своем составе:
- Модуль центрального процессора (CPU), предназначенный для выполнения программы пользователя и управления всеми узлами контроллера.
- Модуль блока питания (PS), позволяющий выполнять питание контроллера от сети ~ I напряжением 120/230 В или от источника - I напряжением 24/48/60/110 В
- Сигнальные модули (SM) предназначены для I/O дискретных и аналоговых сигналов с различными электрическими и временными параметрами.
- Коммуникационные процессоры (CP) предназначены для подключения контроллера к сетям PROFIBUS, PROFI-NET, Industrial Ethernet, AS-Interface, организация связи через Internet или PtP (point to point) соединения.
- Функциональные модули (FM), способные самостоятельно решать задачи автоматического регулирования, позиционирования, взвешивания, скоростной обработки сигналов и т.д. FM снабжены набором встроенных каналов I/O, встроенным МП и способны выполнять обработку информации на своём локальном уровне, что позволяет снижать нагрузку на ЦП контроллера.
- Интерфейсные модули (IM), обеспечивающие возможность подключения к базовому блоку (стойка с ЦП) одной или нескольких стоек расширения.

## Модификации контроллеров
- SIMATIC S7-300 — модульный программируемый контроллер для решения задач автоматизации различного уровня сложности.
- SIMATIC S7-300C — готовые решения для некоторых типовых задач автоматизации на базе испытанной технологии S7-300 при сохранении возможности расширения модулями S7-300. Поддержка функций скоростного счета, ПИД-регулирования и позиционирования на уровне операционной системы центрального процессора.
- SIMATIC S7-300T — с интегрированными технологическими функциями для задач управления перемещением.
- SIMATIC S7-300F — программируемый контроллер для построения распределённых систем автоматики повышенной безопасности.
- SIPLUS S7-300 — программируемый контроллер для эксплуатации в тяжёлых условиях эксплуатации: расширенный диапазон рабочих температур (-25 … +60 °C), более высокая стойкость к вибрационным и ударным нагрузкам, работа в средах, содержащих агрессивные примеси и газы.

## Сертификаты и одобрения
Программируемые контроллеры S7-300 отвечают требованиям целого ряда национальных и международных стандартов, что позволяет использовать их во всех регионах земного шара:
- Сертификаты Госстандарта России:
  - сертификат соответствия требования стандартов ГОСТ-Р;
  - метрологический сертификат;
- Разрешение федеральной службы по экологическому, технологическому и атомному надзору на применение программируемых контроллеров S7-300 на опасных производственных объектах;
- Марка CE;
- Одобрения:
  - UL,
  - CSA и cULus,
  - FM,
  - ATEX,
  - C-Tick.
- Сертификат IEC 61131-2.
- Морские сертификаты:
  - American Bureau of Shipping;
  - Bureau Veritas;
  - Des Norske Veritas;
  - Germanischer Lloyd;
  - Lloyd Register of Shipping.

Текущие версии российских сертификатов можно найти в Интернете по адресу: https://web.archive.org/web/20151117032959/http://dfpd.siemens.ru/products/automation/simatic/SIMATIC_S7/